# Olympia-Fanfare
Eine Olympia-Fanfare ist ein Musikstück, das für Olympische Spiele komponiert wurde und signalartig in der Eröffnungsfeier aufgeführt wird.

## Geschichte
Pierre de Coubertin, der Initiator der Olympischen Spiele der Neuzeit, schrieb einst: „Musik und Sport sind für mich immer die vollkommensten ‚Isolatoren‘ gewesen. Sie wirkten befruchtend auf Verstand und Phantasie, stärkten meine Beharrlichkeit in höchstem Maße.“ So spielt die Musik im Ritual der Spiele eine wichtige Rolle, nicht nur bei den Eröffnungs- und Schlussfeiern, sondern im gesamten Verlauf der Veranstaltung.
Die Olympia-Fanfare erklingt traditionell während der Eröffnungsfeier beim Hissen der olympischen Flagge.

## Bekannte Komponisten
- Paul Winter – Olympische Sommerspiele 1936 in Berlin
- Akira Miyoshi – Olympische Winterspiele 1972 in Sapporo
- Herbert Rehbein – Olympische Sommerspiele 1972 in München
- John Williams – Olympische Sommerspiele 1984 in Los Angeles, Olympische Sommerspiele 1988 in Seoul, Olympische Sommerspiele 1996 in Atlanta und Olympische Winterspiele 2002 in Salt Lake City